# セコナイア・ブル
セコナイア・ブル（Sekonaia Bulu、2002年4月4日 - ）は、ラグビーユニオン選手。

## 経歴
フィジー出身で、6歳の時にラグビーを始める。中学時代に、砲丸投げでフィジーの全国大会優勝経験がある。
大分市とフィジーの連携協定で、第1期の留学生として、大分東明高等学校に入学した。高2と高3で、花園（全国高等学校ラグビーフットボール大会）に出場。
日本大学に進学し、3年時はリーグ戦で4試合の先発を含む5試合に出場。4年時の関東大学リーグ戦では7試合で6トライを挙げた。
2025年2月4日、ジャパンラグビーリーグワンの豊田自動織機シャトルズ愛知への加入を発表した。
2025年3月7日、本人からの 一身上の都合を理由とした申し出により、豊田自動織機シャトルズ愛知を退団することを発表した。同月、日本大学卒業。